# 划船曲

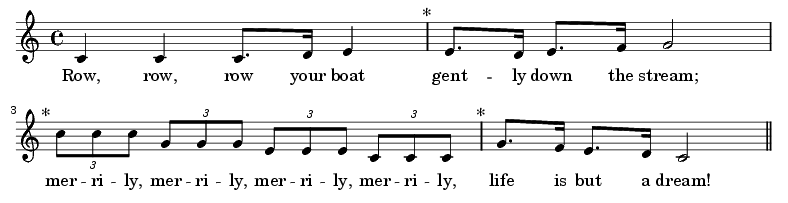
“划船曲”的曲谱

划船曲（英語：Row, Row, Row Your Boat，有时也被称作划船歌）是一首美國著名的英语儿歌。这首歌的曲调曾被Eliphalet Oram Lyte记录在了1881年纽约出版的《The Franklin Square Song Collection》中，并附上了如下的歌词：
Row, row, row your boat,
Gently down the stream.
Merrily, merrily, merrily, merrily,
Life is but a dream.
中文译文：
划，划，划小船，
顺着溪流慢慢下
快活，快活呀，快活，快活呀，
人生，然而，就是梦一场。